# Dorian Babunski
Dorian Babunski (født 29. august 1996) er en makedonsk fodboldspiller, som spiller for den japanske fodboldklub FC Machida Zelvia.